# Jeroni Palés i Puiggrós
Jeroni Palés i Puiggrós (Badalona, ss. XIX-XX) va ser un líder obrer i cooperativista català, administrador durant 25 anys de la societat cooperativa La Bienhechora de Badalona, i acusat d'estafa a l'entitat i de deixar-la en estat de fallida el 1900.
Un líder obrer moderat que va ser força popular de Badalona, que participava de manera activa en diversos actes cívics de la localitat. Va ser un dels fundadors de la societat cooperativa La Bienhechora, de la qual va ser administrador durant 25 anys. Considerat una persona d'oratòria fàcil i vibrant, va intervenir, en nom de la cooperativa, en diversos actes de l'afer de llegat de Vicenç de Roca i Pi en favor de la ratificació de la voluntat del seu testament, per deixar els seus béns als pobres de Badalona. El 1900 va ser acusat per dels socis de La Bienhechora de diverses irregularitats i d'estafar la cooperativa, a la que va deixar en fallida econòmica, i tocada de mort, tant que el següent administrador, Pere Mestres, no va poder revifar-la i, finalment, els seus béns van ser liquidats el 1913.